# دستجرد (نازلوی جنوبی)
دستجرد، روستایی است از توابع بخش مرکزی شهرستان ارومیه و در شهرستان ارومیه استان آذربایجان غربی ایران.

## جمعیت
این روستا در دهستان نازلوی جنوبی قرار داشته و بر اساس سرشماری سال ۱۳۸۵ جمعیت آن برابر با ۷۳۲ نفر (۲۲۲ خانوار) بوده‌است زبان مردم این روستا ترکی آذربایجانی است